# 보번 비스킷

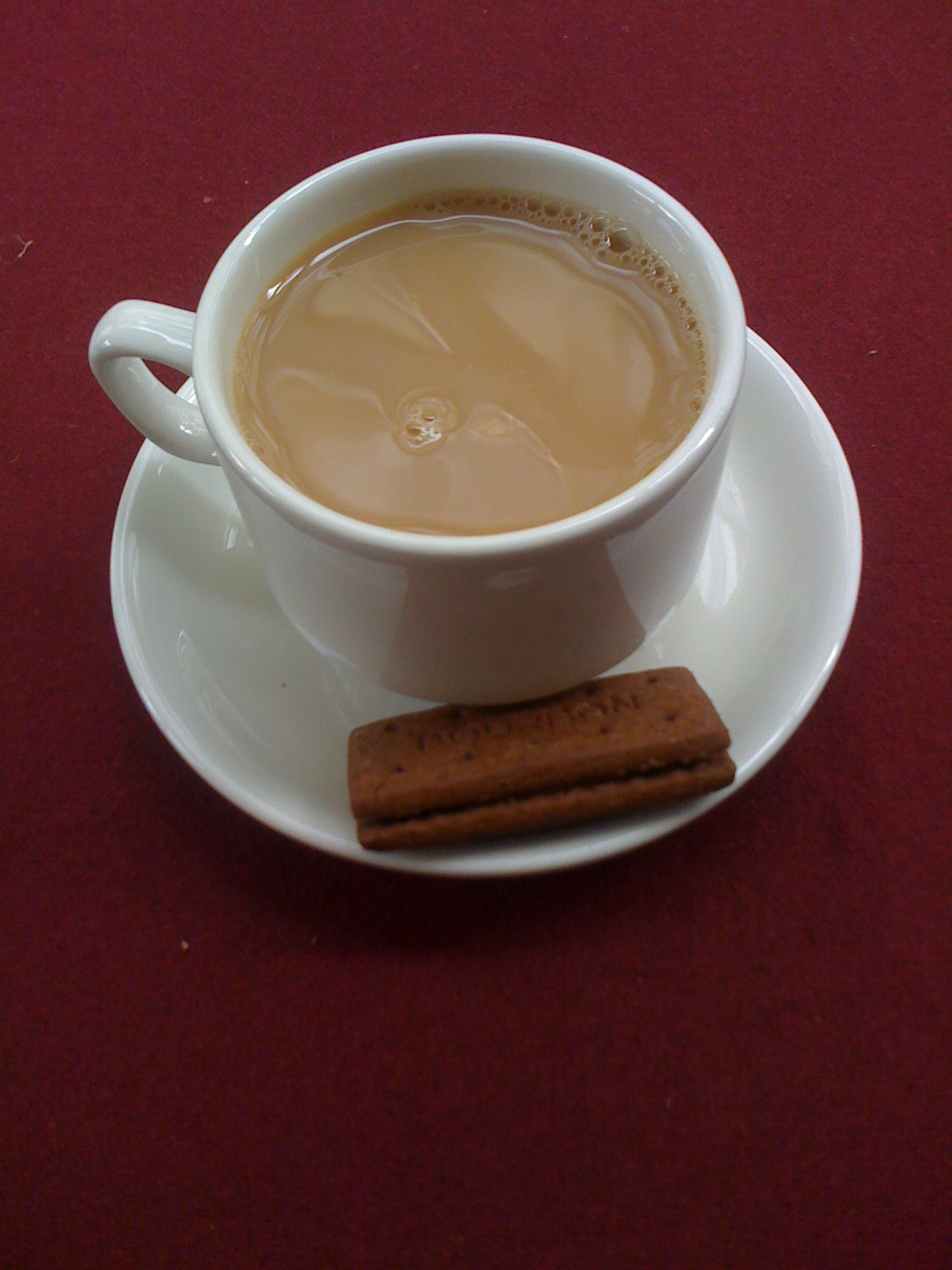
컵 위의 차와 보번 비스킷

보번 비스킷(Bourbon biscuit)은 초콜릿 버터 크림이 들어 있는 샌드위치 스타일의 비스킷이다.
이 비스킷은 가리발디 비스킷을 만든 런던의 비스킷 회사 Peek Freans에 의해 1910년 첫 선을 보였다.